# 財界さっぽろ
株式会社財界さっぽろ（ざいかいさっぽろ）は北海道札幌市の出版社。北海道地域の政治や経済を主に扱う月刊誌『財界さっぽろ』などを刊行している。
本項では月刊誌を「『財界さっぽろ』」と鍵かっこ付きで、出版社を「財界さっぽろ」と鍵かっこ無しで表記するものとする。

## 歴史と特徴
1962年、毎日新聞顧問の薩一夫がさっぽろ百点として創立。
1963年に百彩社から引き継いだ「札幌百点」を基に『財界さっぽろ』を創刊する。『財界さっぽろ』はメディアモデルとして、編集、営業スタイルが一種のビジネスモデルとして各地で広がった。『月刊クォリティ』では薩に関する批判キャンペーンが誌面で展開されたこともあった。
1980年、本社を現在の札幌市中央区南9条西1丁目13番地に移転。創刊以来「情報を先取り、タブーに挑戦」という編集方針を打ち出している。

## その他の主な刊行物
- 「政治に殺された親子〜中川昭一、死の真相を追う」
- 「ざいさつアップル新書」
- 「ときめき旅 北海道」
- 「わんハート」
- 「札幌喫茶界昭和史」（和田義雄） - 『財界さっぽろ』連載記事をまとめたもので、昭和初期から昭和40年代始めまで札幌市中心部で営業していた喫茶店一軒一軒の概要を記している[2]。